# Okťabriny

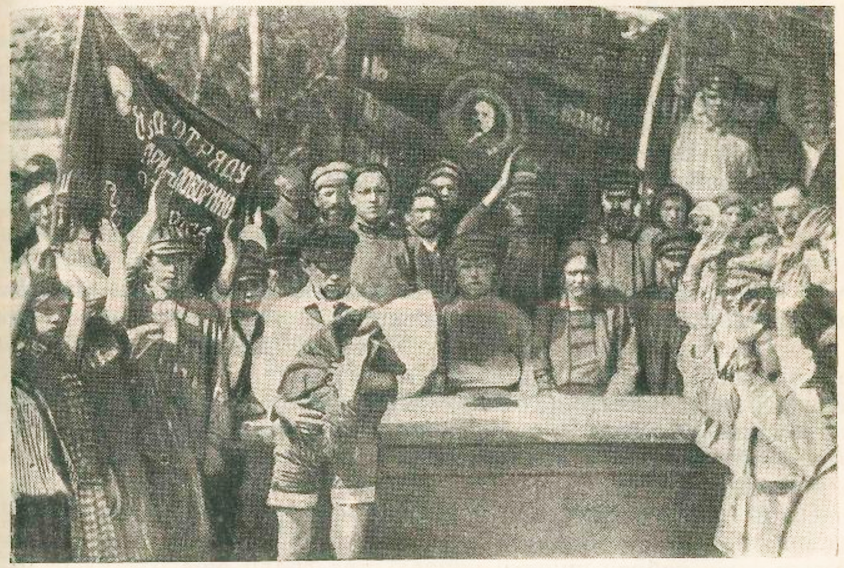
Okťabrinky

Okťabriny (z ruského октябрь – říjen) byl sovětský obřad (nebo porevoluční zvyk), iniciační rituál, alternativa ke křesťanským křtinám novorozenců. Obřad je rovněž známý pod jinými názvy (zvězdiny – od rus. звезда – hvězda; krasnyje krjestiny – rudé křtiny, okťabrenije). Vznikl jako součást tzv. rudých obřadů v první etapě formování sovětského systému obřadů a existoval poměrně krátkou dobu.

## Vznik obřadu

### Okolnosti vzniku sovětských obřadů
Idea o vytvoření zvláštních nereligiózních komunistických obřadů se zrodila v prvních letech po revoluci. Proces vzniku této obřadnosti byl z velké části spontánní, nicméně základní scénáře „rudých“ obřadů byly vypracovány brzy po ukončení Občanské války.
Sovětská moc se prostřednictvím „rudých obřadů“ snažila nahradit tradiční náboženské obřady novými – občanskými; vymýtit náboženské obřady a vytěsnit je sovětskými obřady v rámci aktivního boje proti církvi. Nové obřady („rudé svatby“, „rudé křtiny“, „rudé pohřby“) měly výrazně ateistický charakter. Přestože názvy nových obřadů („rudá svatba“) měly stejnou platnost jako staré názvy a původní forma (struktura) všech obřadů zůstala zachována, jejich smyslové naplnění bylo opačné bez ohledu na to, že nové obřady imitovaly „staré“ tradice.
Formování sovětských svátků ve 20. letech 20. století bylo spojováno se jmény V. I. Lenina, N. K. Krupské, A. V. Lunačarského, J. Jaroslavského, P. A. Krasikova, I. I. Skvorcova-Stěpanova.
Vznik sovětské obřadnosti provázela diskuze o tom, jakým způsobem by v nové komunistické společnosti mělo být provázeno narození, smrt a další důležité události v životě člověka. Názory se lišily. Horlivými zastánci nové obřadnosti byli Trocký a Versajev, zatímco zmíněný J. Jaroslavský (předseda Svazu bojujících bezbožníků) zastával v této záležitosti spíše umírněný názor.

### Doba vzniku
Obřad podle všeho vznikl v roce 1923, kdy byly zaznamenány jedny z prvních rudých křtin (okťabrin) v osadě Serovo. Na tentýž rok připadá i zpráva z Kurska o prvních „cvičných okťabrinách“, které se konaly 19. ledna v Klubu potravinářů za přítomnosti tovární komise Kurské státní tabáční fabriky. O něco později, 9. února, se v Dmitrijevské pracovní budově konaly „komsomolské okťabriny“ dcery pracovníka poštovní a telegrafní kanceláře Vladimira Kuzněcova, která byla pokřtěna jako Rosa – na počest Rosy Luxemburgové. 15. dubna ve vesnici Novyj Krivjec v Michelpolské volosti Timského újezdu Kurské gubernie se konaly okťabriny jistého Marka Kulešina. Této události se zúčastnilo mnoho lidí.
V roce 1923 se okťabriny rozšiřovaly po celé zemi.
V článcích zmíněného L. D. Trockého z let 1923–1924 jsou křtiny zmíněny několikrát. Jedná se o článek v novinách Pravda ze 14. února 1923, ve kterém se objevila zmínka o tom, že narození dítěte někdy následuje „tak trochu legrační obřad“, „prohlídka“ nemluvněte za účasti tovární komise. V jeho článku tento akt nemá žádný zvláštní název, ale v dalších publikacích už se objevují názvy okťabriny nebo zvězdiny.

## Popis obřadu
Vzhledem k tomu, že rudé křtiny byly protipólem tradičních křtin, zasvěcení novorozence Ježíši se změnilo na zasvěcení Říjnové revoluci (odtud také pochází název okťabriny, rudé okťabriny, okťabrenije), kříž byl nahrazen pěticípou hvězdou (odtud název zvězdiny, zvjozdočki), což svědčí o tom, že u všech názvů tohoto obřadu, která se v různých zdrojích liší, jsou stará a nová tradice vnímány jako protikladné.

### Místo konání obřadu
Místo konání okťabrin bylo vybíráno podle významu pro danou společnost – mohl se jím stát „rudý koutek“ klubovny, tedy místo určené pro agitační účely, místní komise odborové organizace, vesnická kovárna atd. Pokřtění mohlo být součástí veřejné akce.

### Scénáře obřadu
Scénáře půběhu „rudých křtin“, „rudých svateb“ a „rudých pohřbů“ byly vytvořeny brzy po ukončení Občanské války a jejich účelem bylo nejen nahradit starou obřadnost, ale také ji zdiskreditovat.
Obřad vedl odborník, který měl patřičnou ideologickou kvalifikaci. Mohl jím být předseda zemědělské rady, klubovny, pracovník matriky. Obřadu se také obvykle účastnili zástupci okresní komise komunistické strany, okresní komise komsomolu, ženského oddílu, lídři stranických a komsomolských buněk. Novému občanovi, který absolvoval obřad rudých křtin, blahopřáli představitelé různých profesí. Možné scénáře provedení obřadu se velmi lišily. V instrukcích Tichvinské újezdní komise Komsomolu pro organizaci obřadu (nebo jak je psáno v dokumentu „svátku občanství“), které se zachovaly dodnes, jsou následující pokyny:
- probíhá na schůzi závodní komise, kolektivu nebo klubu
- je zahájen průvodem rodičů s dítětem a s praporem kolektivu nebo závodní komise
- průvodu se účastní představitelé místní organizace komsomolu a mladých pionýrů s velkými rudými hvězdami
- předseda pronese krátkou slavnostní řeč o „spojení pracujících celého světa“, poté bere do náručí dítě a „jménem všech pracujících Svazu sovětských republik“ ho křtí a přeje dítěti, aby bylo „čestným a věrným synem pracujícího národa“
- poté je dítě zavinuto do rudé látky a předáno rodičům
- rodiče se zavazují vychovávat dítě k „věrnosti věci pracujících celého světa“
- všichni přítomní zazpívají píseň o revoluci
- představitelé místní organizace komsomolu blahopřejí novému občanovi a kromě jiných dárků mu předávají průkaz člena komsomolu
- obřad ukončuje Internacionála, kterou zpívají všichni přítomní

Je zřejmé, že církevní křtiny a nové rudé křtiny mají hodně společných rysů – duchovního nahradil předseda kolektivu, koupací nádoba a kříž byly nahrazeny rudou hvězdou, církevní písně – revolučními a bílá košile – rudou látkou.
Autor zmíněných instrukcí zdůrazňoval, že není potřeba dodržovat pořadí jednotlivých kroků, protože „každodenní život proletářské revoluce je živý, odmítá modly a nepotřebuje je“.

### Přijetí do komsomolu
Slavnostní předání průkazu člena komsomolu novorozenci dnes působí humorně, nicméně informace o přijetí do komsomolu a zároveň i do odborového svazu jsou zmiňovány i v jiných popisech obřadu. Například jedny z novin Jekatěrinoslavské oblasti (nyní Dněpropetrovské oblasti na Ukrajině) v článku „První okťabriny v cukrovaru“ popisovaly nový jev takto:
„29. ledna pracovní klub Znamenského cukrovaru praskal ve švech. Jeho zaměstnanci se přišli podívat na neobvyklou událost – okťabriny. Dítě je předáno do rukou tajemníka komsomolu, který prohlašuje, že od 14 let se malá soudružka stane členkou komsomolu cukrovaru, kde jí poskytnou potřebnou výchovu pro vstup do Komunistické strany. Dále předseda tovární komise slibuje, že bude dívenku, až vyroste, učit, jak budovat proletářský stát, jak mu vládnout a navrhuje ji hned považovat za členku svazu cukrovarníků. Jako nové člence odborů tovární komise vydává členskou kartu se čtrnáctiletou dovolenou.“
O okamžitém přijetí novorozence do komsomolu se zmiňuje i tento příspěvek o okťabrinách, které se konaly v jedné z vesnic v Kurské gubernii. Je znám také případ z Lysjevenského závodu na Uralu, kdy byl novorozenec zapsán jako kandidát do komsomolu.

### Dárky
Dárkem pro novorozence mohl být nejen zmíněný členský průkaz komsomolu.
Jako dárek mohla být věnována například marxistická literatura, zpravidla tvorba Lenina, jeho proslov na 3. sjezdu komsomolu apod. Některé zdroje hovoří o neobyčejně štědrých darech pro takto „hladovou“ dobu. Například v Jekatěrinoslavské gubernii v továrně Karla Marxe obdarovali oslavence přikrývkami a několika lokty látky, a dítě jistého soudruha Lineckého, člena místního sdružení invalidů, dostalo darem látku na prádlo, vatovou deku a dokonce „umělecky zpracovaný dort v podobě zeměkoule s různými symbolickými ozdobami“.

## Další historie
Aby bylo zavedení nové obřadnosti efektivní, byly prováděny kontroly. Některé vesnice dodržovaly „Programy prohlídky“. Program prohlídky rozeslaný po Sibiři v roce 1924 Ústřední komisí Komunistické strany obsahoval třeba otázky, zda se vyskytly nějaké občanské pohřby, okťabriny, zda někdo neodmítl církevní svatbu apod. V „Programu prohlídky“ z roku 1926 se vyskytly také otázky ohledně starých a nových obřadů.
Názory na výsledky kampaně na zavedení rudé obřadnosti se liší. Podle jednoho z inspektorů je kampaň „jednoznačný úspěch, především ve městech“, zatímco v jiné práci se píše, že nová obřadnost se nerozšířila ani ve městech a na vesnicích se jednalo o velkou zvláštnost.
Obřad se neudržel moc dlouho, avšak ve Chruščovově epoše díky rozsáhlé protináboženské kampani zahájené v roce 1958 vznikl ve společnosti zájem o obřady. Toto téma je reflektováno v publikacích z 60. let a na přelomu 70. a 80. let bylo vydáno několik knih o socialistické obřadnosti.

## Různé
Okťabrinám je věnován jeden z obrazů malíře Alexandra Bubnova (Okťabriny, 1936, Uljanovské muzeum umění).